# Всесоюзный научно-исследовательский институт телевидения
Всесоюзный научно-исследовательский институт телевидения (ВНИИТ) — советский и российский научно-исследовательский институт. Образован в Ленинграде 5 сентября 1935 года. При создании перед институтом была поставлена задача создания отечественной электронной системы телевидения. Фактически существовал с 1932 года под названием «Научно-исследовательский институт телевидения». На предприятии находится музей истории телевидения.

## История

### Советский период
В 1933 году Советский Союз посетил русский пионер телевидения В. К. Зворыкин, который к тому времени уже был ведущим мировым специалистом в области телевидения, изложенные им идеи нашли отклик в СССР, и 5 сентября 1935 года в соответствии с Постановлением Совета Труда и обороны на базе лабораторий НИИ телемеханики, Ленинградского электрофизического института и Центральной радиолаборатории был организован Всесоюзный научно-исследовательский институт телевидения.
У истоков создания института стоял академик А. А. Чернышев, до этого директор Ленинградского электрофизического института, ещё в 1925 году запатентовавший передающую трубку с мозаичной мишенью. Среди первых специалистов института можно отметить Н. Д. Девяткова, А. В. Дубинина, Я. А. Рыфтина, Г. В. Брауде, О. В. Лурье, Б. В. Круссера. Комплекс нового института располагался в Лесном районе Ленинграда.
В силу того, что телевидение зарождалось на стыке различных наук, интерес к нему проявляли специалисты из множества технических областей, содействие институту на первых порах оказывали: академик А. Ф. Иоффе, академик Н. Н. Семенов и профессор А. Ф. Шорин, М. А. Бонч-Бруевич, будущие академик Б. А. Введенский, профессор А. М. Кугушев, Б. К. Шембель, М. Л. Слиозберг.
В 1936 году главным инженером НИИ был назначен А. В. Дубинин, и до института был доведён официальный заказ на разработку ТВ-аппаратуры для Ленинградского телецентра. Также с 1936 года начал действовать контракт, заключённый между фирмой RCA (США) и Главэкспромом сроком на пять лет, подразумевающий поездки советских учёных в США сроком до полугода с целью ознакомления с ведущимися там разработками в области телевидения.
С 1937 года институт сменил название на «НИИ-8». Вскоре была закончена разработка оборудования для Ленинградского телецентра, однако из-за неготовности помещения центра запуск многократно переносился. В конце 1937 года было принято решение начать вещание на Ленинград временно из здания института. Ленинградский телецентр начал действовать 5 июля 1938 года, на регулярное вещание он перешёл с осени того же года. Вскоре перед инженерами института была поставлена задача создания ТВ оборудования для телецентров крупных городов СССР.
В 1939 году НИИ-8 объединился с НИИ-9, в объединённом институте — НИИ-9, И. Ф. Песьяцкий возглавил объединённую лабораторию передающих трубок. В этом же году перед специалистами института была поставлена задача телефикации запланированного к постройке в Москве Дворца Советов, согласно плану дворец должен был быть оснащён от 28 до 50 телекамерами, большой зал ДС должен был быть оснащён индивидуальными приёмниками, в фойе было запланировано установить большие телеэкраны площадью до 100 м². Однако в планы вмешалась война.
В условиях блокады Ленинграда 22 июня 1942 года НИИ-9 прекратил свою деятельность в соответствии с приказом Наркомата электропромышленности. Часть сотрудников ушла на фронт, часть была отправлена в эвакуацию в Красноярск. Воссоздан институт был 15 марта 1946 года, большинство кадров составили бывшие сотрудники пережившие войну и блокаду и вернувшиеся из эвакуации, штат восстановленного института в 1946 году составил 439 человек, под названием НИИ-380. Довоенные разработки ВНИИТ во многом определили успешное развитие телевизионной техники в послевоенные годы. Вещание Московского телецентра было восстановлено уже в 1945 году, Ленинградского — к 1947 году. В 1948 году штат НИИ пополнился немецкими специалистами.
В 1949 году специалистами института был разработан телеприёмник КВН-49, который ушёл в массовое производство. В начале 1950-х годов специалисты института работали над технологиями цветного телевидения. Во второй половине 1950-х кинескопы, разработанные в НИИ, пошли в массовое производство.
В 1959 году институтом была разработана малокадровая космическая телевизионная система «Енисей», благодаря которой было получено изображение обратной стороны Луны, переданной с АМПС «Луна-3».
В 1960 году была осуществлена первая телевизионная передача подвижных объектов с космического корабля «Восток» (Белка и Стрелка). В 1961 году благодаря созданной в стенах института ТВ системе «Селигер» было передало первое изображение космонавта планеты с космического корабля «Восток-1».
В 1966 году с помощью техники, разработанной конструкторами НИИ, получено первое чёрно-белое изображение диска Земли с высоты около 40 тыс. км, в 1967-м — уже цветное изображение.
В 1968 году в институте был разработан первый советский видеомагнитофон «Малахит». В 1975 году была разработана первая советская репортажная космическая телекамера, задействованная в ходе полёта «Аполлон-Союз».
В 1984 году был разработан комплекс цифровой телевизионной аппаратуры «Квант» для регистрации предельно слабых астрономических объектов во вселенной.

### Современный период
В 1994 год был выведен на орбиту геостационарный спутник «Электро» с ТВ-аппаратурой метеорологического назначения «Метеорит-Планета». В 1999 году был дан старт эксплуатации ТВ-аппаратуры стратегической информационной системы («Окно») для контроля космического пространства с Земли.
В 2016 году специалисты института начали работу на космодроме «Восточный».